# Gradi e qualifiche della Marina Militare
Gradi e qualifiche della Marina Militare italiana.

Tavola riassuntiva per le misure dei distintivi di grado per controspallina della Marina Militare

In base al grado rivestito e al tipo di divisa indossata, il distintivo di grado assume una posizione differente tra controspallina, paramano e braccio (intermedio tra spalla e gomito).
Sottufficiali, graduati e truppa mostrano, assieme al distintivo di grado, anche un distintivo di categoria. Questo è presente nelle uniformi invernali ed estive limitatamente all'uniforme di servizio (anche giubbetto e impermeabile, "annessi" invernali) e in tutte le varianti dell'uniforme operativa (ad eccezione della polo).
Sulle uniformi invernali (ordinaria, grande uniforme, grande uniforme d'onore, da sera e da gala) e sul cappotto, gli ufficiali indossano il distintivo di grado sul paramano, i sottufficiali sulla controspallina e gli altri gradi tra la spalla e il gomito. Sull'uniforme di servizio invernale il distintivo di grado è posizionato sulla controspallina sia per gli ufficiali sia per i sottufficiali. Tutti gli annessi a queste divise, quali maglione, giubbetto e impermeabile, presentano (per tutti i gradi) il distintivo di grado sulla controspallina.
Sulle uniformi estive (ordinaria, di servizio, grande uniforme, grande uniforme d'onore, da sera e da gala) il distintivo di grado è indossato (per tutti i gradi) sulla controspallina, fatta eccezione per la divisa ordinaria di graduati e truppa che portano il distintivo di grado e di categoria tra spalla e gomito.
Sulle uniformi operative, e loro annessi, il distintivo di grado (e di categoria, per sottufficiali, graduati e truppa) è posto sulla controspallina, fatta eccezione per polo e impermeabile (di tutti i gradi) i quali presentano il distintivo di grado sul lato sinistro del petto. Inoltre, ufficiali e sottufficiali hanno in dotazione l'uniforme di navigazione avente la particolarità di presentare il distintivo di grado sul collo.

## Tabella riassuntiva dei gradi
| Grado                                                                               | Distintivo per controspallina | Distintivo per paramano o manica | Distintivo per mimetica | Codice NATO |
| ----------------------------------------------------------------------------------- | ----------------------------- | -------------------------------- | ----------------------- | ----------- |
| Ufficiali                                                                           |                               |                                  |                         |             |
| Ufficiali ammiragli                                                                 |                               |                                  |                         |             |
| ammiraglio                                                                          |                               |                                  |                         | OF-10       |
| ammiraglio di squadra con incarichi speciali                                        |                               |                                  |                         | OF-9        |
| ammiraglio ispettore capo (corpi tecnico-sanitari) (incarico funzionale di comando) |                               |                                  |                         | OF-8        |
| ammiraglio di squadra o ammiraglio ispettore capo (corpi tecnico-sanitari)          |                               |                                  |                         | OF-8        |
| ammiraglio di divisione o ammiraglio ispettore (corpi tecnico-sanitari)             |                               |                                  |                         | OF-7        |
| contrammiraglio (incarico funzionale di comando)                                    |                               |                                  |                         | OF-6        |
| contrammiraglio                                                                     |                               |                                  |                         | OF-6        |
| Ufficiali superiori                                                                 |                               |                                  |                         |             |
| capitano di vascello                                                                |                               |                                  |                         | OF-5        |
| capitano di fregata                                                                 |                               |                                  |                         | OF-4        |
| capitano di corvetta                                                                |                               |                                  |                         | OF-3        |
| Ufficiali inferiori                                                                 |                               |                                  |                         |             |
| primo tenente di vascello                                                           |                               |                                  |                         | OF-2        |
| tenente di vascello                                                                 |                               |                                  |                         | OF-2        |
| sottotenente di vascello                                                            |                               |                                  |                         | OF-1        |
| guardiamarina                                                                       |                               |                                  |                         | OF-1        |
| aspirante guardiamarina                                                             |                               |                                  |                         | OF-D        |
| Sottufficiali                                                                       |                               |                                  |                         |             |
| Marescialli                                                                         |                               |                                  |                         |             |
| primo luogotenente                                                                  |                               |                                  |                         | OR-9        |
| luogotenente                                                                        |                               |                                  |                         | OR-9        |
| primo maresciallo                                                                   |                               |                                  |                         | OR-9        |
| capo di prima classe                                                                |                               |                                  |                         | OR-9        |
| capo di seconda classe                                                              |                               |                                  |                         | OR-8        |
| capo di terza classe                                                                |                               |                                  |                         | OR-8        |
| Sergenti                                                                            |                               |                                  |                         |             |
| secondo capo aiutante                                                               | —                             |                                  |                         | OR-7        |
| secondo capo scelto                                                                 | —                             |                                  |                         | OR-7        |
| secondo capo                                                                        | —                             |                                  |                         | OR-6        |
| sergente                                                                            | —                             |                                  |                         | OR-5        |
| Graduati                                                                            |                               |                                  |                         |             |
| Volontari in Servizio Permanente                                                    |                               |                                  |                         |             |
| sottocapo aiutante                                                                  | —                             |                                  |                         | OR-4        |
| sottocapo scelto                                                                    | —                             |                                  |                         | OR-4        |
| sottocapo di prima classe                                                           | —                             |                                  |                         | OR-4        |
| sottocapo di seconda classe                                                         | —                             |                                  |                         | OR-4        |
| sottocapo di terza classe                                                           | —                             |                                  |                         | OR-4        |
| Volontari in Ferma Prefissata                                                       |                               |                                  |                         |             |
| Truppa                                                                              |                               |                                  |                         |             |
| comune scelto (dopo 18 mesi nel ruolo VFPT)                                         | —                             |                                  |                         | OR-3        |
| comune di prima classe (VFPT)                                                       | —                             |                                  |                         | OR-2        |
| comune di seconda classe (VFPI)                                                     | —                             | Nessun distintivo                |                         | OR-1        |

## Varianti dei distintivi
Secondo quanto stabilito dal Codice dell'ordinamento militare, la Marina Militare Italiana è costituita in sei Corpi. Il Corpo degli equipaggi militari marittimi è costituito esclusivamente da sottufficiali, graduati e truppa mentre il Corpo delle Capitanerie di Porto - Guardia Costiera è l'unico Corpo costituito sia da ufficiali che da sottufficiali, graduati e truppa. I restanti quattro Corpi: Corpo di Stato Maggiore, Corpo del Genio della Marina, Corpo Sanitario Militare Marittimo e Corpo di Commissariato Militare Marittimo, sono costituiti esclusivamente da ufficiali.
I distintivi per gli ufficiali inferiori e superiori della Marina sono contraddistinti da diversi colori del sottopanno del gallone a seconda del Corpo di appartenenza dell'ufficiale. Oltre agli ufficiali dei succitati Corpi, possiedono un colore particolare del sottopanno anche gli ufficiali cappellani militari facenti capo all'ordinariato militare; essi presentano un sottopanno viola e sulla scala gerarchica partono direttamente dal grado di sottotenente di vascello.
Gli ufficiali ammiragli non presentano differenze nei distintivi di grado, tuttavia la denominazione del grado (a parità di grado) rivestito può differire a seconda del Corpo di appartenenza.
Per quanto riguarda sottufficiali, graduati e truppa non presentano differenze nel distintivo di grado, sia che facciano parte del C.E.M.M. sia che facciano parte del C.P. Essi infatti, a differenza degli ufficiali, sono divisi per categorie e/o specialità e pertanto le differenze saranno a livello del distintivo di categoria posto in posizione soprastante al distintivo di grado.
| Corpo                                               | Specialità                                                                     | Colore del sottopanno | Distintivo di grado |
| --------------------------------------------------- | ------------------------------------------------------------------------------ | --------------------- | ------------------- |
| Corpo di Stato Maggiore                             | _                                                                              | NERO                  |                     |
| Corpo del Genio della Marina                        | Specialità Armi Navali                                                         | MARRONE               |                     |
| Corpo del Genio della Marina                        | Specialità Genio Navale                                                        | AMARANTO              |                     |
| Corpo del Genio della Marina                        | Specialità Infrastrutture                                                      | ARANCIONE             |                     |
| Corpo Sanitario Militare Marittimo                  | Ufficiali medici                                                               | BLU                   |                     |
| Corpo Sanitario Militare Marittimo                  | Ufficiali Odontoiatri, Farmacisti, Psicologi, Veterinari, Biologi e Infermieri | VERDE                 |                     |
| Corpo di Commissariato Militare Marittimo           | _                                                                              | ROSSO                 |                     |
| Corpo delle Capitanerie di Porto - Guardia Costiera | _                                                                              | GRIGIOVERDE           |                     |
| Cappellani Militari                                 | _                                                                              | VIOLA                 |                     |

## Distintivi storici
Con la circolare di gabinetto B 8530 del 30 settembre 1946, «Modifiche alle divise» i gradi degli ammiragli erano così modificati:
| Grado                                      | Distintivo per controspallina | Distintivo per paramano | Distintivo per sottogola |
| ------------------------------------------ | ----------------------------- | ----------------------- | ------------------------ |
| grande ammiraglio                          |                               |                         |                          |
| ammiraglio d'armata                        |                               |                         |                          |
| ammiraglio di squadra designato d'armata   |                               |                         |                          |
| ammiraglio di squadra (e corrispondenti)   |                               |                         |                          |
| ammiraglio di divisione (e corrispondenti) |                               |                         |                          |
| contrammiraglio (e corrispondenti)         |                               |                         |                          |

Il distintivo di grado di grande ammiraglio scomparve con la morte dell'ammiraglio Thaon di Revel il 24 marzo 1948. Il distintivo degli ammiragli di squadra cambiò in quello attuale nel 1948, mentre l'uso della quarta stella venne applicato dal foglio d'ordini nº 27 del 1º aprile 1952, che recepiva la circolare del Ministero della Difesa del 25 gennaio 1952.

## Equiparazione
La tabella seguente riporta l'equiparazione tra i gradi delle forze armate e le qualifiche delle forze di polizia ad ordinamento militare, civile, soccorso pubblico e difesa civile come stabilito dall'art. 632 del decreto legislativo 15 marzo 2010, n. 66, ovvero "Codice dell'ordinamento militare", entrato in vigore il 9 ottobre 2010.
 Il recente decreto legislativo 29 maggio 2017, n. 94 ha modificato il predetto articolo 632 tenendo conto di alcune recenti modifiche ordinamentali intervenute dopo il 2010, con particolare riferimento all'introduzione del nuovo grado direttivo di "Vicequestore" della Polizia di Stato.

Tabella aggiornata con le qualifiche della Polizia Locale Regione Lombardia come da Regolamento Regionale 22 marzo 2019 , n. 5

Le cariche militari, inoltre, sono inquadrate anche nell'ambito dell'ordine delle cariche della Repubblica Italiana.
| Comparazione gerarchica tra i gradi delle Forze armate, le qualifiche delle Forze di polizia italiane e della Polizia Locale |                                                                                        |                                                                                  |                                                                                          |                                                |                                                |                                                                  |                                                                         |                                        |                                               |                                           |                                                                         |
| Ruoli | Esercito                                                                               | Marina Militare                                                                  | Aeronautica Militare                                                                     | Carabinieri                                    | Guardia di Finanza                             | Polizia di Stato                                                 | Polizia penitenziaria                                                   | Corpo forestale dello Stato (dismesso) | Corpo nazionale dei vigili del fuoco          | Polizie Locali Regione Lombardia          | Ruoli                                                                   |
| ufficiali generali | generale - ammiraglio (capo di stato maggiore della difesa)                            | generale - ammiraglio (capo di stato maggiore della difesa)                      | generale - ammiraglio (capo di stato maggiore della difesa)                              | -                                              | -                                              | capo della polizia - direttore generale della pubblica sicurezza | capo del dipartimento dell'amministrazione penitenziaria capo del corpo | -                                      | -                                             | -                                         | dirigenti - funzionari dirigenti                                        |
| ufficiali generali | generale di corpo d'armata con incarichi speciali capo di stato maggiore dell'esercito | ammiraglio di squadra con incarichi speciali capo di stato maggiore della marina | generale di squadra aerea con incarichi speciali capo di stato maggiore dell'aeronautica | generale di corpo d'armata comandante generale | generale di corpo d'armata comandante generale | capo della polizia - direttore generale della pubblica sicurezza | capo del dipartimento dell'amministrazione penitenziaria capo del corpo | -                                      | -                                             | -                                         | dirigenti - funzionari dirigenti                                        |
| ufficiali generali | generale di corpo d'armata / tenente generale                                          | ammiraglio di squadra / ammiraglio ispettore capo                                | generale di squadra aerea / generale ispettore capo                                      | generale di corpo d'armata                     | generale di corpo d'armata                     | Prefetto                                                         | Direttore dell'Istituto                                                 | dirigente generale capo del corpo      | dirigente generale capo del corpo             | --                                        | dirigenti - funzionari dirigenti                                        |
| ufficiali generali | generale di divisione / maggior generale                                               | ammiraglio di divisione / ammiraglio ispettore                                   | generale di divisione aerea / generale ispettore                                         | generale di divisione                          | generale di divisione                          | dirigente generale di pubblica sicurezza                         | dirigente generale                                                      | dirigente generale                     | dirigente generale                            | --                                        | dirigenti - funzionari dirigenti                                        |
| ufficiali generali | generale di brigata / brigadier generale                                               | contrammiraglio                                                                  | generale di brigata aerea / brigadier generale                                           | generale di brigata                            | generale di brigata                            | dirigente superiore                                              | dirigente superiore                                                     | dirigente superiore                    | dirigente superiore                           | dirigente generale                        | dirigenti - funzionari dirigenti                                        |
| ufficiali superiori | colonnello                                                                             | capitano di vascello                                                             | colonnello                                                                               | colonnello                                     | colonnello                                     | primo dirigente                                                  | primo dirigente                                                         | primo dirigente                        | primo dirigente                               | dirigente                                 | dirigenti - funzionari dirigenti                                        |
| ufficiali superiori | tenente colonnello                                                                     | capitano di fregata                                                              | tenente colonnello                                                                       | tenente colonnello                             | tenente colonnello                             | vice questore                                                    | dirigente                                                               | vice questore aggiunto forestale       | direttore vice dirigente dei vigili del fuoco | commissario capo coordinatore             | dirigenti - funzionari dirigenti                                        |
| ufficiali superiori | maggiore                                                                               | capitano di corvetta                                                             | maggiore                                                                                 | maggiore                                       | maggiore                                       | vice questore aggiunto                                           | dirigente aggiunto                                                      | vice questore aggiunto forestale       | direttore vice dirigente dei vigili del fuoco | commissario capo                          | dirigenti - funzionari dirigenti                                        |
| ufficiali inferiori | primo capitano                                                                         | primo tenente di vascello                                                        | primo capitano                                                                           | -                                              | -                                              | -                                                                | -                                                                       | -                                      | -                                             | -                                         | funzionari direttivi - commissari                                       |
| ufficiali inferiori | capitano                                                                               | tenente di vascello                                                              | capitano                                                                                 | capitano                                       | capitano                                       | commissario capo                                                 | commissario capo penitenziario                                          | commissario capo forestale             | direttore dei vigili del fuoco                | commissario                               | funzionari direttivi - commissari                                       |
| ufficiali inferiori | tenente                                                                                | sottotenente di vascello                                                         | tenente                                                                                  | tenente                                        | tenente                                        | commissario                                                      | commissario penitenziario                                               | commissario forestale                  | vicedirettore dei vigili del fuoco            | vicecommissario                           | funzionari direttivi - commissari                                       |
| ufficiali inferiori | sottotenente                                                                           | guardiamarina                                                                    | sottotenente                                                                             | sottotenente                                   | sottotenente                                   | vice commissario                                                 | vice commissario penitenziario                                          | vice commissario forestale             | -                                             | -                                         | funzionari direttivi - commissari                                       |
| marescialli | primo luogotenente                                                                     | primo luogotenente                                                               | primo luogotenente                                                                       | luogotenente carica speciale                   | luogotenente cariche speciali                  | sostituto commissario coordinatore                               | sostituto commissario coordinatore                                      | ispettore superiore scelto             | sostituto direttore antincendi capo           | -                                         | ispettori                                                               |
| marescialli | luogotenente                                                                           | luogotenente                                                                     | luogotenente                                                                             | luogotenente                                   | luogotenente                                   | sostituto commissario                                            | sostituto commissario                                                   | ispettore superiore scelto             | sostituto direttore antincendi capo           | -                                         | ispettori                                                               |
| marescialli | primo maresciallo                                                                      | primo maresciallo                                                                | primo maresciallo                                                                        | maresciallo maggiore                           | maresciallo aiutante                           | ispettore superiore                                              | ispettore superiore                                                     | ispettore superiore                    | sostituto direttore antincendi                | -                                         | ispettori                                                               |
| marescialli | maresciallo capo                                                                       | capo di 1ª classe                                                                | maresciallo di 1ª classe                                                                 | maresciallo capo                               | maresciallo capo                               | ispettore capo                                                   | ispettore capo                                                          | ispettore capo                         | ispettore antincendi esperto                  | -                                         | ispettori                                                               |
| marescialli | maresciallo ordinario                                                                  | capo di 2ª classe                                                                | maresciallo di 2ª classe                                                                 | maresciallo ordinario                          | maresciallo ordinario                          | ispettore                                                        | ispettore                                                               | ispettore                              | ispettore antincendi                          | -                                         | ispettori                                                               |
| marescialli | maresciallo                                                                            | capo di 3ª classe                                                                | maresciallo di 3ª classe                                                                 | maresciallo                                    | maresciallo                                    | vice ispettore                                                   | vice ispettore                                                          | vice ispettore                         | vice ispettore antincendi                     | -                                         | ispettori                                                               |
| sergenti | sergente maggiore aiutante                                                             | 2º capo aiutante                                                                 | sergente maggiore aiutante                                                               | brigadiere capo qualifica speciale             | brigadiere capo qualifica speciale             | sovrintendente capo coordinatore                                 | sovrintendente capo coordinatore                                        | sovrintendente capo                    | caporeparto esperto                           | specialista di vigilanza (ad esaurimento) | sovrintendenti                                                          |
| sergenti | sergente maggiore capo                                                                 | 2º capo scelto                                                                   | sergente maggiore capo                                                                   | brigadiere capo                                | brigadiere capo                                | sovrintendente capo                                              | sovrintendente capo                                                     | sovrintendente capo                    | caporeparto                                   | sovrintendente esperto                    | sovrintendenti                                                          |
| sergenti | sergente maggiore                                                                      | 2º capo                                                                          | sergente maggiore                                                                        | brigadiere                                     | brigadiere                                     | sovrintendente                                                   | sovrintendente                                                          | sovrintendente                         | caposquadra esperto                           | sovrintendente scelto                     | sovrintendenti                                                          |
| sergenti | sergente                                                                               | sergente                                                                         | sergente                                                                                 | vicebrigadiere                                 | vicebrigadiere                                 | vice sovrintendente                                              | vice sovrintendente                                                     | vice sovrintendente                    | caposquadra                                   | sovrintendente                            | sovrintendenti                                                          |
| graduati | graduato aiutante                                                                      | sottocapo aiutante                                                               | graduato aiutante                                                                        | appuntato scelto qualifica speciale            | appuntato scelto qualifica speciale            | assistente capo coordinatore                                     | assistente capo coordinatore                                            | assistente capo                        | vigile coordinatore                           | assistente esperto                        | appuntati e carabinieri - appuntati e finanzieri - assistenti ed agenti |
| graduati | primo graduato                                                                         | sottocapo scelto                                                                 | primo graduato                                                                           | appuntato scelto                               | appuntato scelto                               | assistente capo                                                  | assistente capo                                                         | assistente capo                        | vigile coordinatore                           | assistente scelto                         | appuntati e carabinieri - appuntati e finanzieri - assistenti ed agenti |
| graduati | graduato capo                                                                          | sottocapo di 1ª classe                                                           | primo aviere capo                                                                        | appuntato                                      | appuntato                                      | assistente                                                       | assistente                                                              | assistente                             | vigile esperto                                | assistente                                | appuntati e carabinieri - appuntati e finanzieri - assistenti ed agenti |
| graduati | graduato scelto                                                                        | sottocapo di 2ª classe                                                           | primo aviere scelto                                                                      | carabiniere scelto                             | finanziere scelto                              | agente scelto                                                    | agente scelto                                                           | agente scelto                          | vigile qualificato                            | agente scelto                             | appuntati e carabinieri - appuntati e finanzieri - assistenti ed agenti |
| graduati | graduato                                                                               | sottocapo di 3ª classe                                                           | aviere capo                                                                              | carabiniere                                    | finanziere                                     | agente                                                           | agente                                                                  | agente                                 | vigile del fuoco                              | agente                                    | appuntati e carabinieri - appuntati e finanzieri - assistenti ed agenti |
| militari di truppa (volontari in ferma prefissata, allievi e militari di leva)                                               | caporal maggiore                                                                       | comune scelto                                                                    | primo aviere                                                                             | -                                              | -                                              | -                                                                | -                                                                       | -                                      | -                                             | -                                         | appuntati e carabinieri - appuntati e finanzieri - assistenti ed agenti |
| militari di truppa (volontari in ferma prefissata, allievi e militari di leva)                                               | caporale                                                                               | comune di 1ª classe                                                              | aviere scelto                                                                            | -                                              | -                                              | -                                                                | -                                                                       | -                                      | -                                             | -                                         | appuntati e carabinieri - appuntati e finanzieri - assistenti ed agenti |
| militari di truppa (volontari in ferma prefissata, allievi e militari di leva)                                               | soldato                                                                                | comune di 2ª classe                                                              | aviere                                                                                   | allievo carabiniere                            | allievo finanziere                             | allievo agente                                                   | allievo agente                                                          | allievo agente                         | allievo vigile del fuoco                      | -                                         | appuntati e carabinieri - appuntati e finanzieri - assistenti ed agenti |

### Riferimenti normativi
- Decreto legislativo 15 marzo 2010, n. 66 ovvero "codice dell'ordinamento militare", entrato in vigore il 9 ottobre 2010.

### Testi storiografici
- Elio e Vittorio del Giudice, Atlante delle uniformi militari italiane dal 1934 ad oggi, Parma, Ermanno Albertelli Editore, 1984, ISBN 978-600-140-093-3.
- Elio e Vittorio del Giudice, La Marina militare italiana: uniformi, fregi e distintivi dal 1861 a oggi, Parma, Ermanno Albertelli Editore, 1997, ISBN 978-88-85909-88-5.
- Gino Galuppini, Le uniformi della Marina militare, 2 voll. (1919-1995), Roma, Ufficio storico della Marina militare, 1999.
- Gino Galuppini, Storie di una marina che non c'è più, 2 voll., Roma, Ufficio storico della Marina militare, 2000.